# Киевская улица (Бишкек)
Ки́евская у́лица (кирг. Киев көчөсү) — улица в центре Бишкека — столицы Кыргызстана.

## География
Улица проходит по территории Свердловского, Первомайского и Ленинского районов столицы, пересекая значительную часть исторического центр города с востока на запад. Начинается от улицы Ибраимова и идёт параллельно главному в городе проспекту Чуй. Пересекает улицу Абдрахманова, проспект Эркиндик, улицы Раззакова, Логвиненко, проспект Манаса и другие важные улицы центральной части города. После пересечения с улицей Павлова проходит по мосту над рекой Ала-Арча и слегка меняет направление, уходя на юго-запад и заканчиваясь у улицы Фучика. Длина проезжей части Киевской улицы составляет около 4 километров 700 метров.

## История
Первоначально улица называлась Дунганской, поскольку вдоль неё располагались кварталы компактного проживания дунган — представителей китайскоязычного народа, исповедующего ислам. В 1954 году улица была переименована в Киевскую в честь трёхсотлетия воссоединения Украины с Россией. С 1950-х годов началась застройка улицы многоэтажными жилыми домами.

## Застройка
На разных участках улицы доминируют разные типы застройки — встречаются частные дома, здания сталинской застройки, более поздние советские многоэтажки и современные здания.
- дом 27/1 — Республиканский диагностический центр
- дом 44 — Киргизско-российский славянский университет имени Бориса Ельцина
- дом 77 — трикотажная фабрика «Ильбирс»
- дом 96А — семиэтажное административное здание с куполом «Агропром» (название в прошлом), в котором располагаются Управление государственной налоговой службы Первомайского района, Министерство сельского хозяйства, пищевой промышленности и мелиорации, Государственная инспекция по ветеринарной и фитосанитарной безопасности, Государственная комиссия по делам религии, Департамент государственных зданий Управления делами Президента и Правительства Кыргызской Республики и ряд других учреждений государственного и регионального значения. На площади перед зданием установлен памятник Чингизу Айтматову
- дом 110 — Клиническая больница управления делами Президента и Правительства Кыргызской Республики
- дом 195 — бизнес-центр «Чынар»